# Senica (Banská Bystrica)
Senica je městská část Banské Bystrice.

## Historie
První písemná zmínka o Senici pochází z roku 1422. Původně to byla samostatná obec, k Banské Bystrici byla připojena v roce 1970.

## Osobnosti
- Paľo Bielik (1910 – 1983), herec, filmový režisér a scenárista.

## Pamětihodnosti
- Venkovská zvonice, zděná stavba na půdorysu čtverce s jehlancovou helmicí. Na fasádě je umístěna pamětní tabule obětem první světové války. Rezonanční otvor dekoruje šambrána. Portál je řešen jako lomený oblouk.